# الهبر (المضاربة والعارة)

تعديل مصدري - تعديل

الهبر هي إحدى قرى عزلة العارة بمديرية المضاربة والعارة التابعة لمحافظة لحج، بلغ تعداد سكانها 46 نسمة حسب تعداد اليمن لعام 2004.